# 龙泉市站
龙泉市站（原名龙泉站）位于浙江省丽水市龙泉市剑池街道茶坦村，距离县城3公里，是衢宁铁路上的车站。车站由上海局集团金华车务段管辖，为办理客运业务的中间站，于2020年9月27日启用并开办客运业务；2021年6月29日开办货运业务，办理整车货物到发。

## 车站结构
龙泉市站站房面积7992平方米、高度23.6米，为衢宁铁路浙江省内最大。站房外立面设计以“青瓷莲花 现代龙泉”为设计意向。站场规模为二台四线，设有两座长550米、宽11.5米的中间站台各一座。车站另外驻有维修工区等单位。